# 알프레드 에젠베이저
알프레드 에젠베이저(독일어: Alfred Eisenbeisser, 루마니아어: Alfred "Fredi" Fieraru 알프레드 "프레디"피에라루[*], 1908년 4월 7일 ~ 1991년 7월 1일)는 루마니아의 전 축구 선수이자 피겨 스케이팅 선수이다.
에젠바이저는 초창기에는 체르니우치에서 선수 생활을 하다가 1932년부터는 루마니아의 부쿠레슈티로 옮겨서 12년간 선수 생활을 하였다.
또한 루마니아 축구 국가대표팀으로 1930년 FIFA 월드컵에도 참가하였다.
그리고 1936년 동계 올림픽에는 루마니아를 대표해 피겨 스케이팅 선수로 참가한 경력이 있다.